# Enzo Jeremías Fernández
Enzo Jeremías Fernández (San Martín, Buenos Aires, Argentina, 17 de gener de 2001) és un futbolista professional argentí que juga com a migcampista central al club Chelsea FC de la lliga anglesa i de la selecció argentina.
Format al planter de River Plate, Fernández va debutar al primer equip del club el 2019 abans de passar dues temporades a Defensa y Justícia en qualitat de cedit. Allà va tenir una reeixida temporada que va culminar amb l'obtenció de la Copa Sud-americana i la Recopa Sud-americana, abans de tornar a River Plate el 2021. Després del seu retorn, Fernández es va consolidar com un jugador fonamental per a River Plate els anys següents, i va guanyar la Primera Divisió argentina. El juliol de 2022 va fitxar pel Benfica, de la Primeira Lliga portuguesa.Al 2022 va ser fitxat pel Chelsea FC preu de 85 mill.
Fernández va representar el seu país a la categoria sub-18, abans de debutar amb la selecció absoluta el 2022. Va formar part de la selecció que va aixecar la Copa del Món de la FIFA 2022, guanyant també el Premi al millor jugador jove del torneig.

## Carrera de club

### River Plate

#### Inicis
Nascut a San Martín, província de Buenos Aires, Fernández era un de cinc germans i va començar a jugar a futbol als sis anys al Club La Recova local durant la major part de la seva infància, abans de fitxar per River Plate el 2006. Després de tretze anys de progrés, Fernández va ser promogut al primer equip del club per l'entrenador Marcelo Gallardo el 27 de gener del 2019, en una derrota per 3-1 a casa davant Patronato a Primera Divisió, tot i romandre a la banqueta. Va debutar al primer equip el 4 de març de 2020, reemplaçant a Santiago Sosa al minut 75 de la derrota per 3-0 davant LDU Quito per la Copa Libertadores. En les setmanes prèvies, va marcar un gol, a la golejada 6-1 a Libertad, en quatre partits de la Copa Libertadores Sub-20 del 2020 al Paraguai.

#### 2020–21: Cessió al Defensa y Justícia
Tot i ser utilitzat esporàdicament, el representant de Fernández li va aconsellar que sortís del club en qualitat de cedit, per tal de continuar el seu desenvolupament. A l'agost, Fernández va ser cedit a Defensa y Justicia, un altre club de Primera Divisió. Va debutar al Halcón el 18 de setembre de la mà del tècnic Hernán Crespo, en la victòria per 3-0 davant Delfín per la Copa Libertadores. Tot i no ser titular inicialment, les seves actuacions van impressionar el seu entrenador i finalment es va guanyar un lloc a l'equip, ajudant el club a guanyar la Copa Sud-americana 2020, sent titular en la victòria per 3-0 sobre el també argentí CA Lanús, guanyant el primer títol de la seva carrera.

#### 2021-22: Ascens al primer equip
Després d'impressionar en la seva cessió, Fernández va tornar al River Plate, durant la temporada a petició de l'entrenador Marcelo Gallardo, fent el seu retorn el 15 de juliol de 2021, en el partit d'anada dels vuitens de final de la Copa Libertadores, participant a l'empat 1-1 a casa amb el compatriota Argentinos Juniors. Immediatament es va convertir en titular i el 14 d'agost va marcar el primer gol amb el club i va donar una assistència en la victòria per 2-0 sobre Vélez Sarsfield a Primera Divisió. El 20 de desembre va acordar una pròrroga del seu contracte fins al 2025. Després d'un prometedor començament a la temporada 2022, en què va marcar vuit gols i va donar sis assistències en 19 partits, Fernández va ser nomenat millor futbolista en actiu d'Argentina, sent posteriorment buscat per diversos equips europeus consolidats.

### Benfica

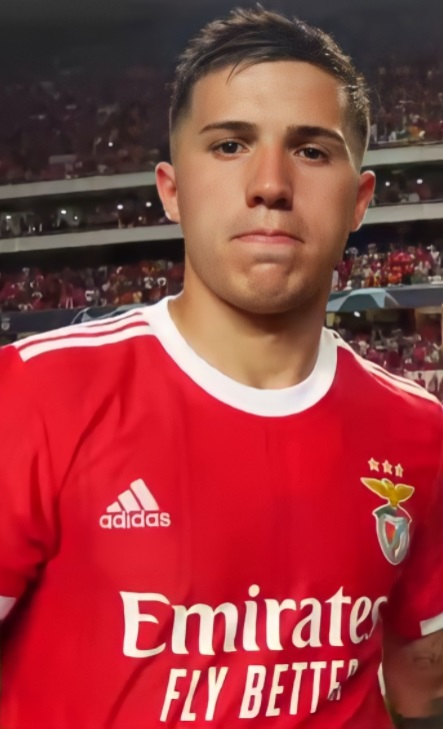
Fernández amb el Benfica el 2022

El 23 de juny del 2022, River Plate va arribar a un acord amb el Benfica de la Primeira Liga, per al traspàs de Fernández per 10 milions d'euros pel 75% dels seus drets econòmics més 8 milions d'euros en complements, però amb la permanència del jugador a River Plate fins al final de la Copa Libertadores. Després de l'eliminació de River Plate als vuitens de final de la Copa Libertadores, el 14 de juliol, el Benfica va confirmar l'operació i va rebre la samarreta amb el número 13, que fins aleshores havia lluït la llegenda del club Eusébio.
Va debutar amb el club el 2 d'agost, marcant el seu primer gol amb aquest, una mitja volea des de fora de l'àrea, a la victòria per 4-1 a casa contra el Midtjylland a l'anada de la tercera ronda de classificació de la Lliga de Campions de la UEFA 2022-23. Després va marcar en els partits següents del Benfica: un 4-0 a casa contra l'Arouca a la Primeira Lliga, i un 3-1 a domicili contra el Midtjylland a la tornada de la tercera ronda de classificació de la Lliga de Campions de la UEFA. Les seves impressionants actuacions van continuar al llarg del mes i, després d'una ratxa de cinc victòries consecutives i tres partits amb la porteria a zero, va ser nomenat centrecampista del mes de la Primeira Lliga.

## Carrera internacional
El 24 de juliol del 2019, Fernández va ser seleccionat pel seleccionador sub-18 d'Argentina, Esteban Solari, per representar el seu país al Torneig COTIF 2019 a Espanya. El 3 de novembre de 2021, va ser convocat pel seleccionador nacional argentí Lionel Scaloni per a dos partits de classificació per a la Copa del Món de la FIFA 2022 contra el Brasil i l'Uruguai. Va debutar amb la selecció absoluta el 24 de setembre de 2022, substituint al minut 64 Leandro Paredes en la victòria per 3-0 contra Hondures.
L'11 de novembre va ser convocat per Argentina per a la Copa Mundial de la FIFA 2022. Després d'entrar al minut 57 en lloc de Guido Rodríguez, el 26 de novembre Fernández va marcar el seu primer gol com a internacional, tancant la victòria per 2-0 d'Argentina davant Mèxic en la fase de grups. D'aquesta manera, es va convertir en el segon jugador més jove de la història (només darrere de Lionel Messi) a marcar un gol amb l'Argentina en un Mundial, amb 21 anys, deu mesos i tretze dies. El 3 de desembre, va aconseguir un rècord no tan famós, en convertir-se en l'autor en pròpia meta més jove de la història d'Argentina a la Copa Mundial de la FIFA, al partit de vuitens de final contra Austràlia, quan el seu intent de bloquejar el xut de Craig Goodwin es va desviar cap a la xarxa del seu equip en el triomf de l'Argentina per 2-1 sobre Austràlia. Després de derrotar Croàcia per 3-0 a semifinals, Fernández va jugar la final contra França, en què l'Argentina va guanyar el Mundial per 4-2 a la tanda de penals. Va ser nomenat millor jugador jove del torneig.

## Estil de joc
Al llarg de la seva carrera, Fernández ha tingut un paper de creador de joc en profunditat com a centrecampista central, responsable de trencar el joc, dictar el ritme i reciclar la possessió, encara que també és capaç de jugar en un paper més avançat com a centrecampista ofensiu. Sol realitzar passades curtes ràpides, passades llargues precises i pilotes bombades. És molt combatiu en els duels al centre del camp, protegeix l'espai i la seva rereguarda amb eficàcia, té un bon rang de passada, excel·lent visió de joc i alts nivells de precisió, que és molt propositiu en les seves accions al centre del camp i pot regatejar en territori perillós o fora d'ell amb un efecte devastador. Li encanta rebre la pilota en espais reduïts i és molt resistent a la pressió gràcies al seu magnífic sentit de la gravetat, el seu equilibri i la flexibilitat dels moviments corporals.
Destaca a les passades curtes ràpides, a les passades per trencar línies o per jugar a través d'atacants que corren a l'espai, però també a les passades per mantenir la possessió i moure's i cansar les figures rivals. Fernández destaca fora de la possessió, buscant sempre les posicions adequades per frenar els atacs rivals, interrompent les jugades, i estant en el lloc adequat en el moment oportú per interceptar les passades. A més, és un bon regatejador i pot fer avançar la pilota amb les passades. Prefereix actuar al centre, però de vegades se'l pot veure a la banda esquerra, normalment formant parella amb Florentino Luís.

## Vida personal
Fernández porta el nom del tres vegades guanyador de la Copa Amèrica Enzo Francescoli; per la fascinació del seu pare Raúl pel futbolista uruguaià.

## Estadístiques

### Club
A últim partit jugat el 13 novembre 2022
| Club                       | Temporada     | Lliga            | Lliga | Lliga | Copa nacional | Copa nacional | Copa de Lliga | Copa de Lliga | Continental | Continental | Altres | Altres | Total | Total |
| Club                       | Temporada     | Divisió          | Part. | Gols  | Part.         | Gols          | Part.         | Gols          | Part.       | Gols        | Part.  | Gols   | Part. | Gols  |
| -------------------------- | ------------- | ---------------- | ----- | ----- | ------------- | ------------- | ------------- | ------------- | ----------- | ----------- | ------ | ------ | ----- | ----- |
| River Plate                | 2019–20       | Primera División | 0     | 0     | 0             | 0             | 0             | 0             | 1           | 0           | —      | —      | 1     | 0     |
| River Plate                | 2021          | Primera División | 20    | 2     | 0             | 0             | —             | —             | 3           | 0           | 1      | 0      | 24    | 2     |
| River Plate                | 2022          | Primera División | 20    | 8     | 0             | 0             | —             | —             | 6           | 2           | 0      | 0      | 26    | 10    |
| River Plate                | Total         | Total            | 40    | 10    | 0             | 0             | 0             | 0             | 10          | 2           | 1      | 0      | 51    | 12    |
| Defensa y Justicia (cedit) | 2020–21       | Primera División | 4     | 0     | 2             | 0             | 1             | 0             | 10          | 1           | —      | —      | 17    | 1     |
| Defensa y Justicia (cedit) | 2021          | Primera División | 10    | 0     | 0             | 0             | —             | —             | 4           | 0           | 2      | 0      | 16    | 0     |
| Defensa y Justicia (cedit) | Total         | Total            | 14    | 0     | 2             | 0             | 1             | 0             | 14          | 1           | 2      | 0      | 33    | 1     |
| Benfica                    | 2022–23       | Primeira Liga    | 13    | 1     | 2             | 0             | 0             | 0             | 9           | 2           | —      | —      | 24    | 3     |
| Total carrera              | Total carrera | Total carrera    | 67    | 11    | 4             | 0             | 1             | 0             | 33          | 5           | 3      | 0      | 108   | 16    |

1. 1 2 3  Aparicions a la Copa Libertadores

### Internacional
A últim partit jugat el 18 desembre 2022
| Selecció nacional | Any   | Partits | Gols |
| ----------------- | ----- | ------- | ---- |
| Argentina         | 2022  | 10      | 1    |
| Total             | Total | 10      | 1    |

## Honors
Defensa y Justícia
- Copa Sudamericana: 2020
- Recopa Sudamericana: 2021

River Plate
- Primera Divisió Argentina: 2021

Benfica
- Primeira Liga: 2023-24

Argentina
- Copa del Món de la FIFA: 2022[32]
- Copa Amèrica: 2024[33]

Individual
- Equip de la temporada CONMEBOL Copa Sudamericana: 2020
- Migcampista del mes de la Primeira Liga : agost de 2022, octubre/novembre de 2022.[34][35]
- Premi al jugador jove de la Copa del Món de la FIFA: 2022[36]